# Wu Faxian
Wu Faxian (ur. 1915, zm. 17 października 2004) – chiński wojskowy.
Urodził się w prowincji Jiangxi. W 1932 roku wstąpił do KPCh. Od 1935 funkcjonariusz polityczny chińskiej Armii Czerwonej. W 1952 został mianowany zastępcą komisarza politycznego sił powietrznych ChALW, od 1957 był komisarzem politycznych tychże. W 1955 awansowany na generała porucznika. Od 1965 do września 1971 dowodził lotnictwem wojskowym, od 1968 był zastępcą szefa Sztabu Generalnego. W latach 1969–1973 zasiadał w Biurze Politycznym Komitetu Centralnego KPCh.
Jako bliski współpracownik Lin Biao oskarżony został o udział w przygotowaniach do zamachu stanu i w 1973 roku pozbawiony wszelkich funkcji oraz wyrzucony z partii. Podczas procesu antypartyjnej kliki Lin Biao w 1980 roku otrzymał wyrok 17 lat więzienia.